# Pirara
Pirara är ett släkte av tvåvingar. Pirara ingår i familjen fjädermyggor.
Kladogram enligt Catalogue of Life:
| Pirara | \| \| Pirara australiensis \| \| \| \| \| \| Pirara edwardi \| \| \| \| \| \| Pirara matakiri \| \| \| \| |
|        | \| \| Pirara australiensis \| \| \| \| \| \| Pirara edwardi \| \| \| \| \| \| Pirara matakiri \| \| \| \| |
|        | Pirara australiensis                                                                                      |
|        | |
|        | Pirara edwardi                                                                                            |
|        | |
|        | Pirara matakiri                                                                                           |
|        | |